# Augusto Cunha
Augusto Henrique Roberto da Cunha (Anjos, Lisboa, 10 de abril de 1894 – 18 de abril de 1947) foi um advogado, escritor e jornalista português.

## Biografia

### Nascimento
Nasceu a 10 de abril e foi batizado a 1 de julho de 1894 na freguesia dos Anjos, em Lisboa, como filho ilegítimo de Carolina Teresa Galvão, solteira, natural de Lisboa (freguesia dos Anjos). Foi posteriormente legitimado pelo seu pai, Henrique Roberto da Cunha, natural de Lisboa (freguesia de Santa Isabel) e escrivão do Tribunal da Relação de Lisboa.

### Carreira
Era licenciado em Direito pela Faculdade de Direito de Lisboa, tendo sido advogado até 1935. Principiou a sua carreira na imprensa em 1913, junto com António Ferro, tendo trabalhado como humorista e cronista. Deixou uma colaboração muito extensa em vários periódicos, incluindo Gazeta dos Caminhos de Ferro desde 1933, no O Domingo Ilustrado Panorama, Portugal Colonial, Portugal Cine Revista, Ilustração Portuguesa, A Voz, Notícias Ilustrado, Sempre Fixe, Diário de Notícias, Diário da Manhã, Diário de Lisboa, Notícias de Lourenço Marques, O Primeiro de Janeiro, Comércio do Porto, Atlântico e Acção. Desenvolveu um estilo de humor baseado em situações naturais, semelhante ao de vários autores britânicos do mesmo período. Exerceu diversos cargos na Administração Pública durante o Estado Novo, nomeadamente no Ministério das Colónias. Entre 1934 e 1947, foi diretor da revista O Mundo Português – revista oficial de Arte, Literatura e Propaganda Colonial.
Também exerceu como escritor humorístico, tendo sido um dos principais autores da sua geração, durante a década de 1930. Participou igualmente em várias palestras e trabalhou no teatro, como dramaturgo.

### Casamento
A 4 de agosto de 1919, casou civilmente com Umbelina Raquel Tavares Ferro, irmã de António Ferro, tendo o casamento religioso ocorrido a 28 de agosto de 1919 na igreja paroquial dos Anjos, em Lisboa. Foram padrinhos os irmãos da noiva, António Ferro e Pedro Manuel Tavares Ferro, e os pais do noivo.

### Falecimento
Morreu a 18 de abril de 1947.

## Obras publicadas
- Missal de trovas (com António Ferro) (1928)
- O homem que salvou o Mundo (1946)
- Os meninos d'oiro: Vaudeville (1948)